# Potamogeton nitens
Espèce
Classification phylogénétique
Synonymes
- Potamogeton ×nitens var. alpina Maxim.
- Potamogeton bumalda Burv.

Potamogeton xnitens, Potamot brillant, ou Potamot à feuilles brillantes, est une plante aquatique de la famille des Potamogétonacées.

## Description
Potamogeton xnitens est une espèce hybride à feuilles submergées, issue du croisement entre le Potamot à feuilles de graminée et le Potamot perfolié.

## Synonymes
- Potamogeton curvifolius Hartm.
- Potamogeton nipponicus Makino